# Riefenschnabelani
Der Riefenschnabelani (Crotophaga sulcirostris) ist ein Vertreter der Gattung Crotophaga innerhalb der Familie der Kuckucke (Cuculidae). Der schwarze, auffallend langschwänzige Vogel kommt in einem ausgedehnten Gebiet von der südlichen texanischen Golfküste südwärts bis Nordwestargentinien vor. Seine Insektenbeute sucht er in Familiengruppen, die mehr als 20 Individuen umfassen können, vor allem am Boden. Riefenschnabelanis sind keine Brutschmarotzer, sondern vornehmlich Gemeinschaftsbrüter. Gewöhnlich legen mehrere Weibchen ihre Eier in ein gemeinschaftlich errichtetes Nest und ziehen gemeinsam mit den anderen Gruppenmitgliedern die Jungen auf. Die monotypische Art ist stellenweise häufig und gilt in ihrem Bestand als nicht gefährdet, wird jedoch in einigen Küstengebieten entlang der mittelamerikanischen und südamerikanischen Pazifikküste zunehmend vom nahe verwandten Glattschnabelani verdrängt.

## Aussehen

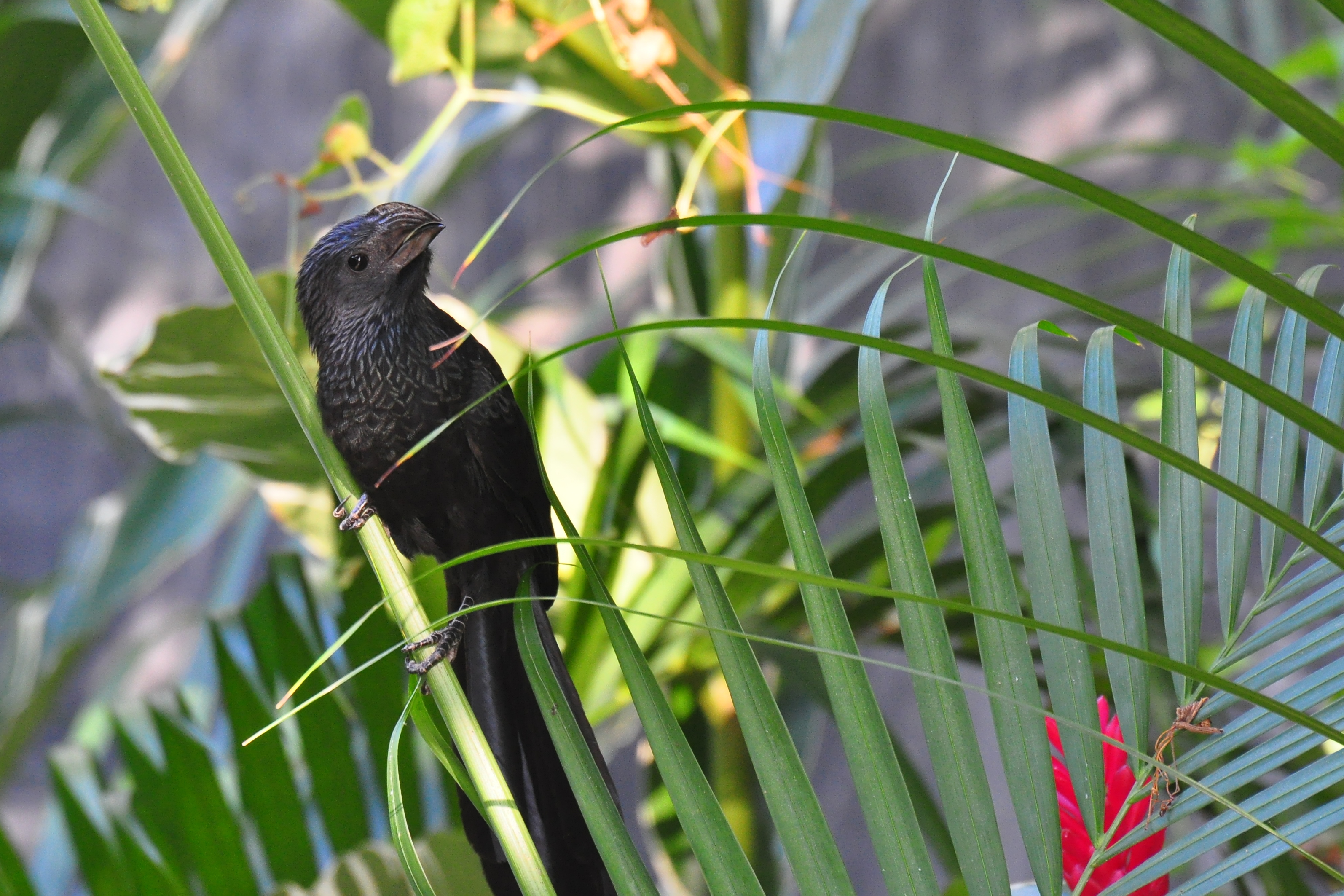
Riefenschnabelani

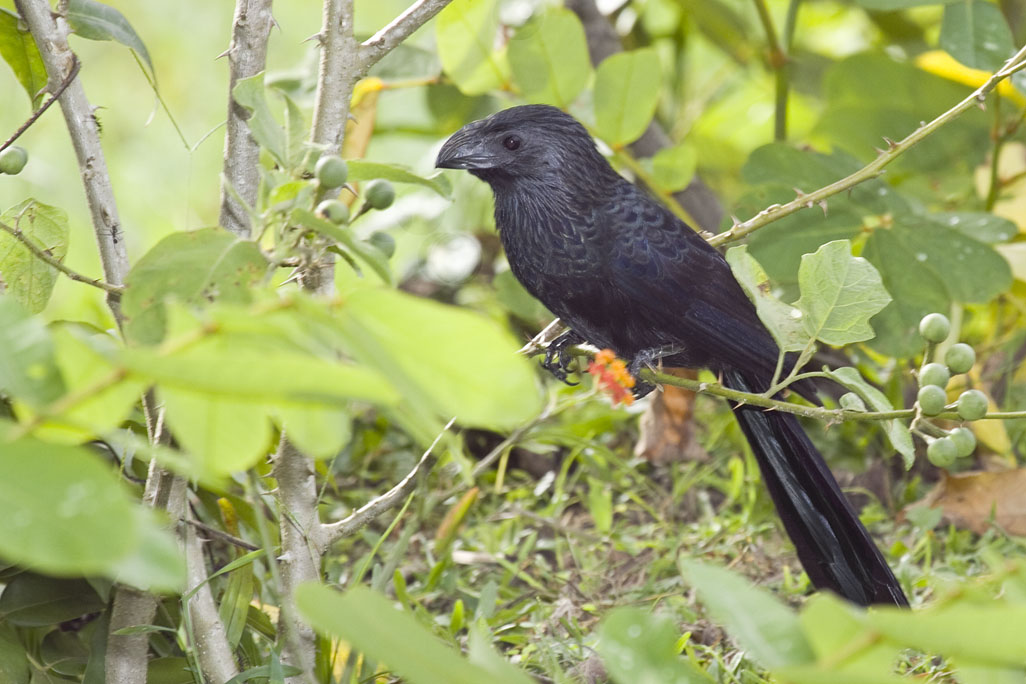
Riefenschabelani (Crotophaga sulcirostris)

Der Riefenschnabelani ist die kleinste der drei Arten der Gattung Crotophaga. Der Größenunterschied zum Glattschnabelani, mit dem er in einigen Regionen seines Verbreitungsgebietes sympatrisch vorkommt, ist feldornithologisch jedoch nicht feststellbar. Mit etwa 32 Zentimetern Gesamtlänge, wovon gut die Hälfte auf den Schwanz entfällt, sind Riefenschnabelanis etwa so groß wie Türkentauben, jedoch bedeutend leichter als diese. Männchen dieser Art wiegen im Durchschnitt um die 80 Gramm, die etwas leichteren Weibchen 67 Gramm Größenunterschiede zwischen den Geschlechtern sind unerheblich, ein Färbungsdimorphismus besteht nicht. Bestes, allerdings nur aus großer Nähe brauchbares Unterscheidungsmerkmal, ist die etwas größere Schnabelhöhe des Männchens.
Riefenschnabelanis sind im Gesamteindruck langschwänzige, einheitlich schwarze Vögel mit einem sehr langen Schwanz, der vor allem am Boden oft deutlich aufwärts gerichtet ist. Aus der Nähe sind verschiedene, vom Lichteinfall abhängige, bläuliche, bronzegrüne oder purpurne Schimmer erkennbar. Das Nackengefieder und Oberkopfgefieder kann, besonders bei großer Hitze oder bei sonnenbadenden Vögeln, strahlig abstehen, sodass darunter die ebenfalls schwarze Haut sichtbar wird. Der mächtige Schnabel ist schwarz, der Oberschnabel, von der Schnabelspitze an gleichmäßig bogenförmig erhöht, erreicht jedoch an seinem First nicht die Höhe des Kopfscheitels. Namensgebend ist der mehrfach annähernd parallel bogig gekerbte und gefurchte Oberschnabel; der Unterschnabel ist fast gerade und glatt, bei älteren Individuen auch leicht gefurcht. Wie bei allen Anis wirkt der Schnabel seitlich zusammengedrückt.
Die Iris ist dunkelbraun oder schwarz. Auch die kräftigen Füße, Zehen und Krallen sind schwarz.
Immature Vögel ähneln sehr stark adulten, doch fehlt der Gefiederglanz, die bogenförmige Erhöhung des Oberschnabels ist erst in Ansätzen erkennbar und die Schnabelkerben sind nur angedeutet.
Riefenschnabelanis sind feldornithologisch schwer von Glattschnabelanis unterscheidbar, mit denen sie in einigen Gebieten gemeinsam vorkommen. Beste, und auch auf eine gewisse Entfernung brauchbare Unterscheidungsmerkmale sind die unterschiedlichen Vokalisationen der beiden Arten. Aus der Nähe können adulte Riefenschnabelanis auf Grund der Schnabelform und der Furchungen im Schnabel identifiziert werden. Das Nackengefieder schimmert bei Riefenschnabelanis grünlich, bei Glattschnabelanis bronze-bräunlich. Bei immaturen Individuen, bei denen sowohl der Gefiederglanz als auch die Schnabelkerbungen fehlen, ist eine sichere feldornithologische Identifikation sehr schwierig und oft kaum möglich.
Wie alle Anis verströmen auch Riefenschnabelanis in Stresssituationen und während der nächtlichen Ruhe einen unangenehmen, stechend-scharfen Geruch, dessen biologische Bedeutung nicht ausreichend erforscht ist.

## Stimme
Wie alle Anis sind auch Riefenschnabelanis sehr ruffreudig und verfügen über ein umfangreiches Repertoire an Rufen. Ihre überraschend hohen Rufe sind allerdings nicht sehr laut. Charakteristischer Ruf, der in der Kommunikation der Gruppenmitglieder ständig zu hören ist, ist ein zweisilbiges, gereihtes Ti-ju(u), wobei die zweite Silbe etwas gedehnt ist und auch moduliert sein kann. Häufig sind auch sehr hohe, langgezogene iiiiiije-Folgen zu hören, die mit einem Plosivlaut beginnen.

## Verbreitung und Lebensraum

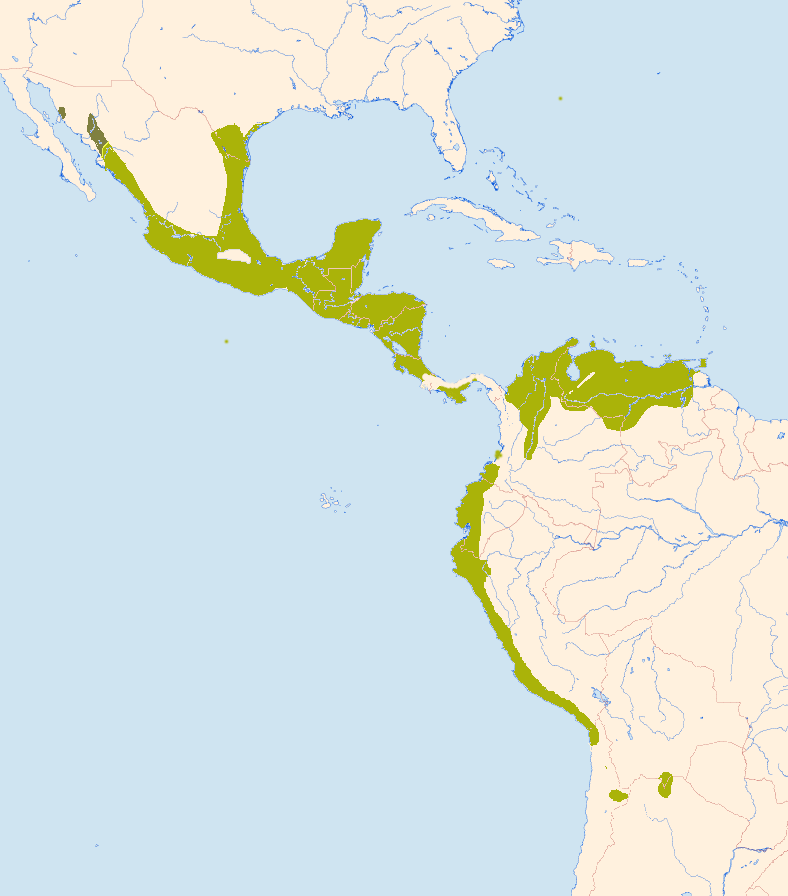
Riefenschnabelani – Brutgebiet – dunkeloliv: Zugvögel

Das Verbreitungsgebiet der Art erstreckt sich von der Golfküste des südlichen Texas und den Golfregionen Mexikos über das gesamte Mittelamerika und ostwärts entlang der südamerikanischen Golfküste bis Guyana. Besiedelt sind auch die küstennahen Golfinseln Mexikos und Mittelamerikas wie Cozumel und die der südamerikanischen Golfküste vorgelagerten Inseln, zum Beispiel Trinidad. Einige dieser Inseln, etwa Bonaire, Curacao oder Aruba erreichte die Art erst im Laufe des vergangenen Jahrhunderts. Auf der Pazifikseite brüten Riefenschnabelanis von der mexikanischen Provinz Sonora südwärts über Mittelamerika und die südamerikanischen pazifiknahen Gebiete Kolumbiens, Ecuadors und Perus bis in den Norden Chiles und den äußersten Nordwesten Argentiniens.
Erloschen sind Brutvorkommen in Louisiana und in den südlichsten Bereichen Niederkaliforniens und einiger vorgelagerter Inseln.
Im Gegensatz zu den beiden anderen Arten der Gattung sind Riefenschnabelanis meist in nur mäßig feuchten Gebieten zu finden. Gebüschstreifen und Bauminseln an den Rändern von Weideland, Wiesen, Obstgärten oder Plantagen, Rodungsgebiete mit einzelstehenden Bäumen und Gebüschen, aber auch offene, nur locker baumbestandene oder buschdurchsetzte Graslandschaften bilden bevorzugte Bruthabitate. Verbreitet sind Riefenschnabelanis vor allem im Tiefland und in Höhenlagen bis 500 Metern. Unregelmäßige Brutvorkommen sind jedoch aus bedeutend größeren Höhen von bis zu 2700 Metern in Ecuador und Peru bekannt.

### Raumbedarf
Riefenschnabelanis besetzen und verteidigen ein Brutterritorium. Die Territoriumsgrößen schwanken zwischen 3 und 11 Hektar. Territorien in Feuchtgebieten sind üblicherweise kleiner als solche in Weideland. Agonistische Verhaltensweisen lösen vor allem Gruppen von Artgenossen, andere Anis und potentielle Feinde, insbesondere Nesträuber, wie Schlangen, Affen, Greifvögel, Waschbären und Opossums aus.

### Wanderungen
Riefenschnabelanis sind vor allem Stand- beziehungsweise Strichvögel. Die Mehrzahl der Brutterritorien wird nach der Brutzeit verlassen und die Vögel wechseln in feuchtere Gebiete, oft in Marschlandschaften, wo sich einige Familiengruppen vereinigen können und zuweilen Gesellschaften von 30 bis 40 Vögeln bilden. Ebenso wandern Brutvögel aus höher gelegenen Regionen in tiefere. Diese Wanderbewegungen sind im Allgemeinen kleinräumig und unregelmäßig. Soweit bekannt verlassen nur die Brutvögel der nördlichen Sonora ihre Brutgebiete vollständig. Wanderrouten, Entfernungen und Ziele sind bislang nicht bekannt.
Obwohl Riefenschnabelanis keine kraftvollen und ausdauernden Flieger sind, wurden außerhalb der Brutzeiten umherstreifende Einzelvögel oder kleine Gruppen in fast allen Staaten der USA und in Südkanada beobachtet. Eine Beobachtung eines verdrifteten Vogels stammt von Socorro, einer Insel des mexikanischen Revillagigedo Archipels.

## Nahrung und Nahrungserwerb
Wie die beiden anderen Arten dieser Gattung ernähren Riefenschnabelanis sich und ihre Jungen überwiegend mit Insekten. Daneben spielen andere Wirbellose, wie etwa Spinnen und Zecken, sowie kleine Säugetiere, Vögel und Eidechsen eine gewisse Rolle. Gelegentlich scheinen auch Vogeleier Nahrungsbestandteil der Art zu sein. Früchte, Beeren und Samen bilden eine saisonale Ergänzungsnahrung. Unter den Insekten überwiegen Heuschrecken, Käfer, Schaben, Zikaden, Ameisen und Termiten.
Riefenschnabelanis suchen und erbeuten ihre Nahrung fast immer im Gruppenverband vor allem auf dem Boden. Seltener sind sie in Büschen oder Bäumen auf Nahrungssuche. Hüpfend oder schreitend lesen sie Insekten vom Boden oder der Vegetation ab. Häufig folgen sie Herdentieren, von denen sie Zecken und blutsaugende Insekten abpicken, die aufgescheuchten Insekten auflesen, oder in deren Dung sie nach Käfern und anderen Wirbellosen suchen.

## Verhalten
Riefenschnabelanis sind wie alle Kuckucke tagaktiv. Ihre Aktivitätszeit entspricht in etwa der Tageslänge. Die Nächte verbringen sie in Gruppen, bevorzugt in höheren dornbewehrten Büschen. Die Art ist häufig sonnenbadend und wasserbadend zu beobachten. Beim morgendlichen Sonnenbad spreizen sie nach Art einiger Neuweltgeier die Flügel, entsprechend werden sie in manchen mittelamerikanischen Regionen Zopilotillo – Geierchen genannt.
Wie alle Anis leben Riefenschnabelanis vornehmlich in Familiengruppen. Einzelbrütende Paare sind selten und zeigen die Tendenz sich Gruppen anzuschließen. Diese bestehen aus mehreren monogamen Paaren und zuweilen einigen unverpaarten adulten Individuen sowie den Nachkommen einer Brutsaison, an deren Ende eine solche Gruppe 20 Mitglieder und mehr aufweisen kann. Die Paarpartner bleiben zumindest saisonal weitgehend monogam, meist dauern Paarbindungen jedoch länger, oft lebenslang an. Paare bilden auch innerhalb der Gruppe Einheiten. Extra-Paar-Kopulationen kommen vor, sind aber selten. Alle Aktivitäten, wie Futtersuche, Nestbau, Brutpflege und Abwehr von potenziellen Feinden geschehen im sozialen Verband. Alle Gruppenmitglieder, besonders aber die Verpaarten, halten engen körperlichen Kontakt, ruhen nebeneinander, pflegen einander das Gefieder und kommunizieren ständig miteinander. Außerhalb der Brutsaison finden sich oft mehrere Familiengruppen zusammen und bilden lose Verbände. In dieser Zeit findet auch der Austausch von Gruppenmitgliedern und die Neuformierung von Familiengruppen statt.

## Brutbiologie
Riefenschnabelanis werden als Jährlinge geschlechtsreif. Die Brutzeiten streuen entsprechend der sehr großen Breitenausdehnung des Verbreitungsgebietes sehr stark. Im mittelamerikanischen Hauptverbreitungsgebiet liegt die Hauptbrutzeit in der Regenzeit zwischen Juni und November. Meist kommt es zu zwei Jahresbruten, gelegentlich auch zu drei.
Das Gemeinschaftsnest wird von allen Familienmitgliedern in wenigen Tagen errichtet. Gelegentlich werden auch Nester anderer Vögel, insbesondere die der Dohlengrackel verwendet oder adaptiert. Neu errichtete Nester sind recht umfangreiche Gebilde aus Zweigen, Ranken und Dornen, innen mit weichen Materialien ausgelegt, außen mit Blättern und frischen grünen Ästen getarnt. Die Nester befinden sich in 3–5 Metern Höhe, gut versteckt in Büschen oder Bäumen.
Die Eiablage erfolgt offenbar entsprechend der Rangordnung des jeweiligen Weibchens, wobei das rangniedrigste beginnt. Die nachfolgenden legenden Weibchen entfernen jeweils einige Eier des schon vorhandenen Geleges. Die Gelegegröße ist vor allem von der Anzahl der legenden Weibchen abhängig. Bei einem Weibchen sind es etwa 4 Eier, bei zwei Weibchen bis zu 9, bei drei Weibchen etwa 12. Gelege mit über 20 Eiern wurden festgestellt, das größte tatsächlich bebrütete Gelege umfasste 13 Eier. Die grünbläulichen, mit einer weißlichen Kalkschicht behauchten Eier sind mit 32 × 24 Millimetern Größe und einer Masse von 11 Gramm im Verhältnis zur Körpergröße und Körpermasse der Weibchen sehr groß und schwer. Alle adulten Familienmitglieder brüten abwechselnd während des Tages, jedoch nur ein Männchen, in der Regel der Partner der Letztlegerin, während der Nacht. Die Brutdauer ist mit 12–14 Tagen wie bei allen Anis sehr kurz. Die Küken werden von allen Gruppenmitgliedern mit Nahrung versorgt, gehudert oder beschattet; sie entwickeln sich sehr schnell. Mit etwa 10 Tagen verlassen sie das Nest. In diesem Alter sind sie zu kurzen Flatterflügen imstande, voll flugfähig werden sie mit drei Wochen. Obwohl sie in diesem Alter schon selbstständig nach Nahrung suchen, werden sie noch weitere drei Wochen von den Gruppenmitgliedern versorgt. Zwei Monate alte Jungvögel helfen bereits bei Folgebruten. Jungvögel verbleiben zumindest bis zum Beginn der nächsten Brutsaison im Gruppenverband, bevor sie meist einzeln, dismigrieren. Eine nicht unbeträchtliche Anzahl von Jungvögeln verbleibt auch in der Geburtsgruppe und brütet dort zum ersten Mal.

### Bruterfolg und Lebenserwartung
Der Bruterfolg, die Ausfliegerate und das Erreichen der Unabhängigkeit mit etwa sechs Wochen sind niedrig.
Viele Gelege gehen durch Prädation verloren. Wesentlichste Nesträuber sind verschiedene Arten baumkletternder Schlangen und Opossums. Mindestens 50 % aller Gelege werden zerstört. Häufig wird bei nächtlichen Attacken auch das brütende Männchen gefressen. Auch die Nestlingssterblichkeit und die Verluste in den ersten Wochen des Selbständigseins sind mit über 50 % sehr groß. Insgesamt erlebt nur knapp ein Jungvogel pro Weibchen das Ende einer Brutsaison, wobei die besten Werte in Zweipaar-Gruppenverbänden festgestellt wurden.
Riefenschnabelanis werden von vielen Beutegreifern erbeutet. Zu ihnen gehören einige Greifvögel, Eulen, Schlangen, Waschbären, Opossums und carnivore Fledermäuse, vor allem die Große Spießblattnase. Zum Höchstalter von Riefenschnabelanis liegen keine Daten vor.

## Systematik
Die Art gehört zur kleinen Gattung Crotophaga, der außer ihr noch der Riesenani und die Schwesterart Glattschnabelani angehören. Schwestergattung ist die ebenfalls auf Südamerika beschränkte, monotypische Gattung Guira.
Die Art ist monotypisch. Die zwei beschriebenen Unterarten von der erloschenen Population der südlichen Baja California und von Westmexiko wurden nicht allgemein anerkannt.

## Bestand und Gefährdung
Riefenschnabelanis besiedeln ein sehr großes, vom nördlichen Wendekreis bis fast zum südlichen Wendekreis reichendes Gebiet in Nord-, Mittel- und Südamerika, dessen Ausdehnung etwa 2,7 Mio. Quadratkilometer beträgt. Der Gesamtbestand wird auf 2 Mio. adulte Vögel geschätzt. Signifikante Bestandsabnahmen und substanzielle Gefährdungsursachen sind nicht bekannt. Die Art scheint sogar von der Umwandlung von Waldgebieten in extensiv genutztes Weideland profitieren zu können. Deshalb gilt sie zurzeit als ungefährdet. Abnehmend ist der Bestand an der Golfküste der USA. In einigen Abschnitten an der Pazifikküste Süd- und Mittelamerikas scheint sich der Glattschnabelani besser behaupten zu können als der Riefenschnabelani und diesen regional zu verdrängen.
Eine Unterart Crotophaga sulcirostris pallidula, die Outram Bangs und Thomas Edward Penard 1921 beschrieben hatten, gilt heute als Synonym zur Nominatform.